# Andrew Gross
Andrew Gross (Los Angeles, 30 de Setembro de 1969) é um compositor americano que trabalhou com o cineasta Jason Bloom em diversos filmes: Irving (Irving) (1995), Bio-Dome: Malucos em Apuros (Bio-Dome) (1996), Direito por Encomenda (Overnight Delivery) (1998) e Morte Sangrenta (Viva Las Nowhere) (2001). Por sua participação na trilha sonora de The King of Queens, foi mais de uma vez premiado com os BMI Awards.